# Sofía de Brunswick-Luneburgo

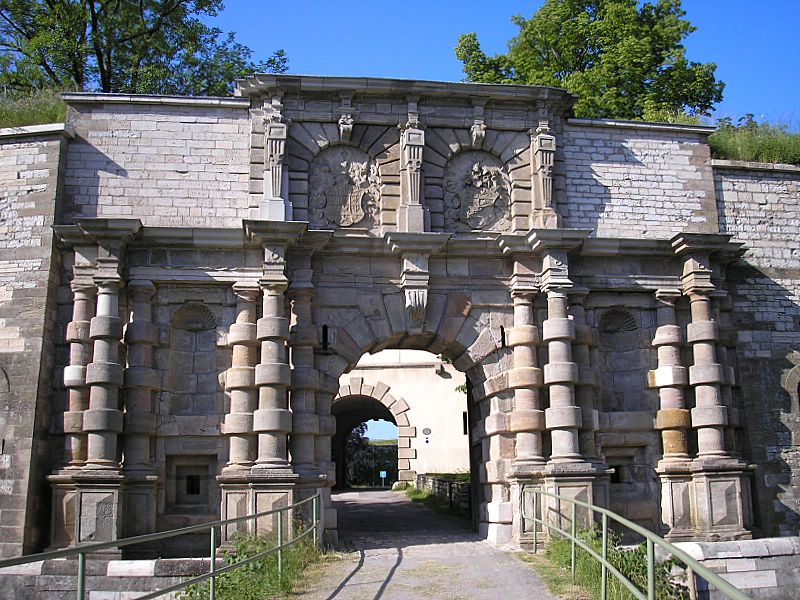
Puerta del Castillo de Wülzburg con los escudos de armas de Sofía y su marido.

Sofía de Brunswick-Luneburgo (30 de octubre de 1563 - 14 de enero de 1639) fue un miembro de la Casa de Brunswick-Luneburgo y margravina de Brandeburgo-Ansbach y Brandeburgo-Kulmbach y Duquesa de Krnov por matrimonio.

## Biografía
Sofía era la hija mayor del Duque Guillermo el Joven de Brunswick-Luneburgo (1535-1592) de su matrimonio con Dorotea de Dinamarca, una hija del rey Cristián III de Dinamarca.

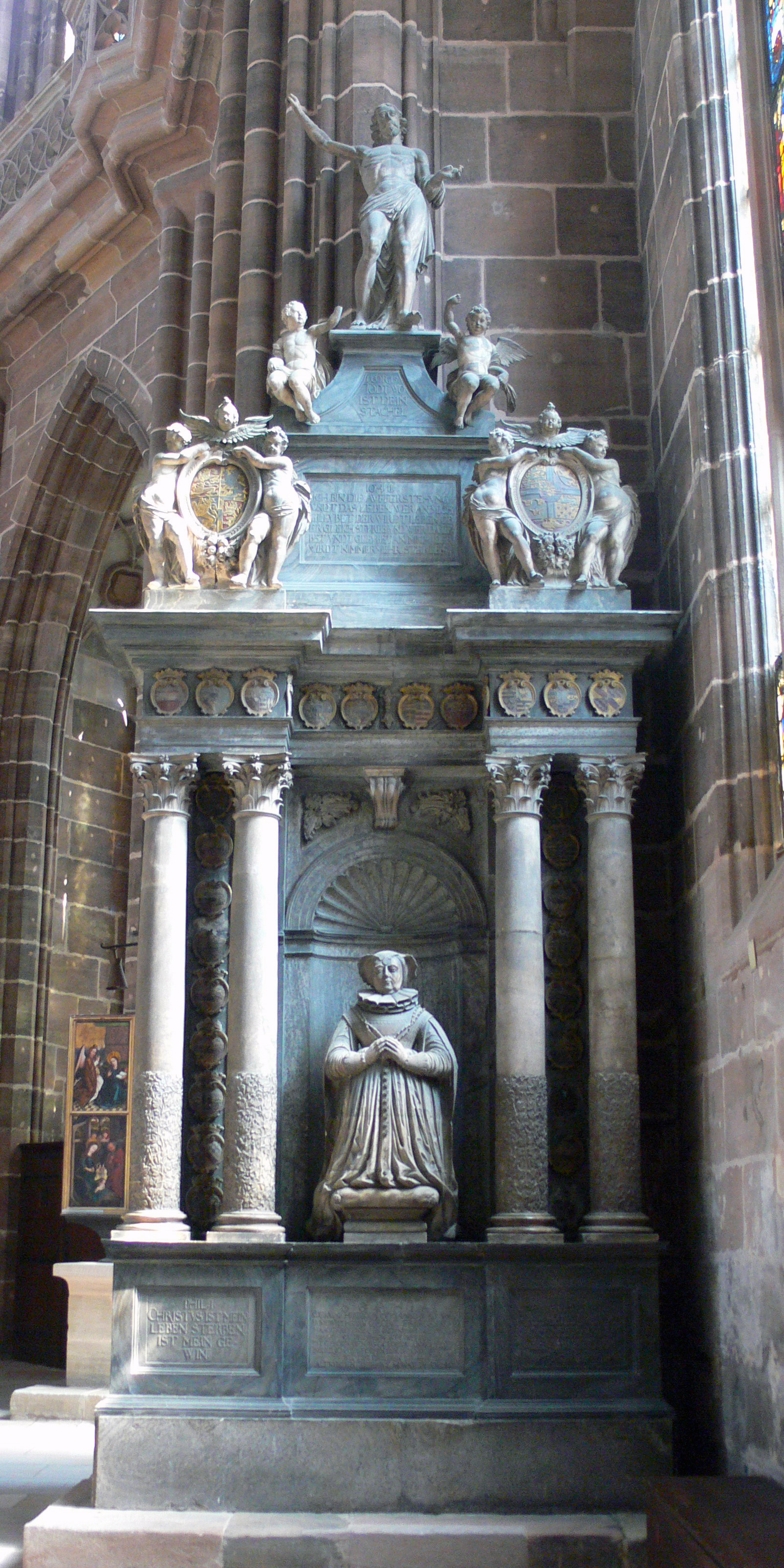
Monumento funerario en la Iglesia de San Lorenzo, Núremberg.

El 3 de mayo de 1579 contrajo matrimonio con el Margrave Jorge Federico I de Brandeburgo-Ansbach-Kulmach (1539-1603) en Dresde. Jorge Federico era el último miembro de la antigua línea francona de la Casa de Hohenzollern y era simultáneamente Margrave del Principado de Ansbach y Kulmbach, duque silesio del Ducado de Krnov y administrador guardián del Ducado de Prusia. Como tal, era una poderosa figura de su tiempo. Su primera esposa, Isabel de Brandeburgo-Küstrin, había fallecido en 1578, y como en el primero, el segundo matrimonio de Jorge Federico no tuvo hijos, por lo cual su herencia necesitó ser regulada por el Tratado familiar de Gera. La falta de hijos de Sofía motivó que su marido aumentara su interés por la política de la amplia Casa de Hohenzollern.
Después de la muerte de su marido en 1604, Sofía retornó con su familia natal. Sobrevivió a su marido por 36 años. Sofía a menudo estuvo en Núremberg con sus hermanas Clara, Condesa de Schwarzburgo, y Sibila, Duquesa de Brunswick-Dannenberg. Murió en Núremberg en 1639 y fue enterrada en la Iglesia de San Lorenzo ahí.
El portal Renacentista del Castillo de Wülzburg muestra el escudo de armas de Jorge Federico al lado del de Sofía.